# Massacres de Setembro de 1792

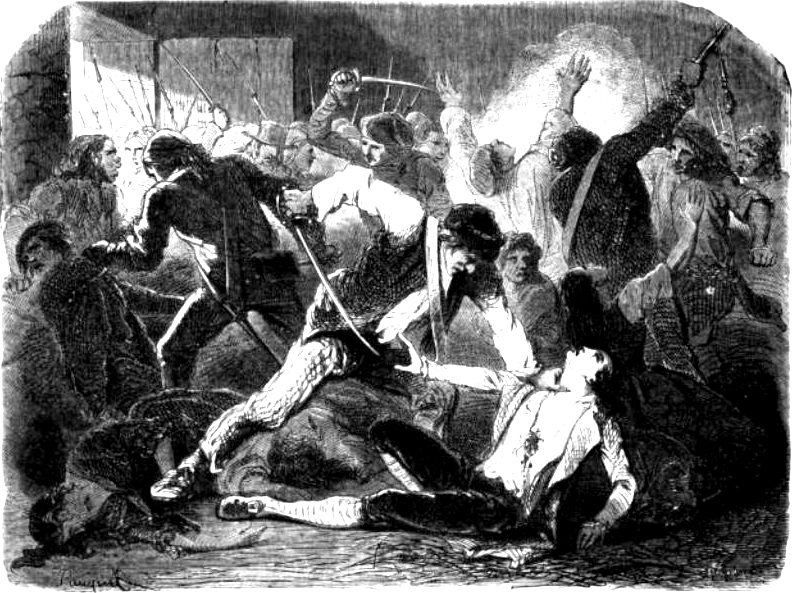
Representação artistica dos Massacres de Setembro, gravura de Armand Fouquier, Causes célèbres de tous les peuples, 1862

Os Massacres de Setembro de 1792 designam uma série de execuções sumárias e em massa que se desenrolaram de 2 de setembro até 7 de setembro de 1792 em Paris.
É um dos episódios sombrios da Revolução Francesa. Os historiadores não estão de acordo quanto às motivações que levaram o povo a cometer esses atos criminosos contra prisioneiros encarcerados na sequência dos acontecimentos comummente denominados como "Jornada de 10 de Agosto de 1792". Essa jornada determinou o fim da Monarquia e culminou com a prisão do Rei Luís XVI. A matança foi perpetrada não apenas em Paris, mas igualmente em outras cidades do país, como Orléans, Meaux e Reims, sem no entanto alcançarem a mesma amplitude da capital.

## Contexto

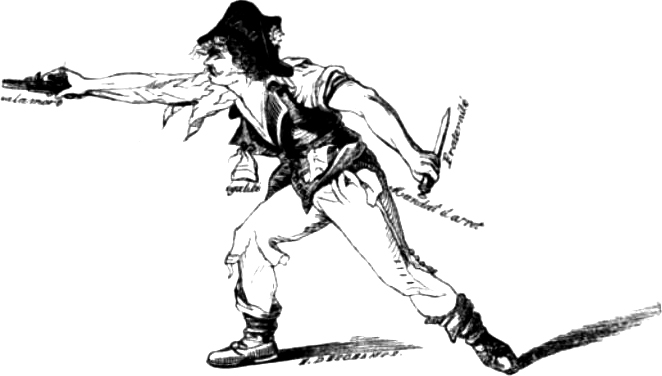
Um "Setembrista".

A França está em guerra contra a Áustria desde 20 de abril de 1792.
Os exércitos prussianos investem contra Longwy, em 23 de agosto, e Verdun, cercada, está perto de sofrer a mesma sorte. Espalha-se, então, por uma dezena de líderes revolucionários, entre eles Antoine Joseph Santerre e seu cunhado Étienne-Jean Panis, um sentimento de pânico: no Manifesto de Brunswick de 25 de Julho — cuja autenticidade foi depois contestada —, o duque de Brunswick teria empregado expressões malvistas: por falta de responsabilização e de um retorno à ordem real, os exércitos prussianos entregariam Paris à execução militar e a uma subversão total.
O rumor propaga-se. Alguns querem transferir as instituições da República para a Província e evacuar a Capital. Danton opõe-se energicamente a esta solução. Começa a aparecer a ideia de um "inimigo interno". Um novo rumor, habilmente difundido, diz que os contra-revolucionários, presos durante a Jornada de 10 de Agosto, arquitetam um complô, que são cúmplices e, portanto, culpados pelas ameaças proferidas por Brunswick. Os líderes da Revolução sugerem que seja exigido pelo "povo", uma justiça rápida a fim de pôr termo a esse complô.

## Desenvolvimento

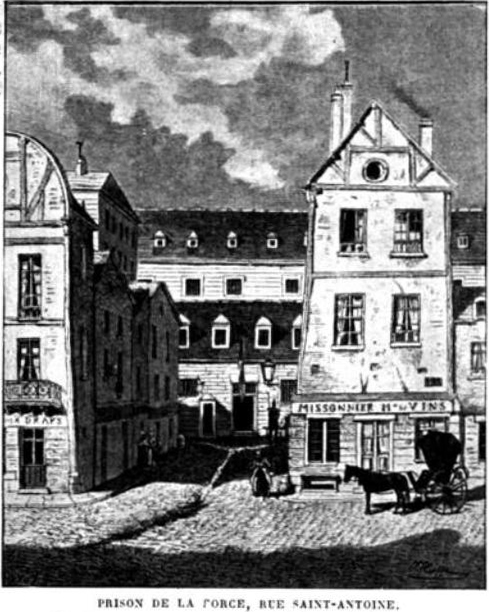
A Prisão "de la Force".

Os massacres começam pelo de um comboio de padres refratários prisioneiros que cruzam com um grupo de soldados recém-alistados. Os massacres continuam com a degola de vinte e três padres refratários na Prisão da Abadia por Federados marselheses e bretões. Um grupo dirige-se em seguida para a Prisão do Convento Carmelita, onde estão presos cento e cinquenta padres não-juramentados. À chegada dos assassinos, correm a se ajoelhar na capela onde são mortos com golpes de lança, de machado e bastões. Em seguida, o grupo volta à Abadia, ainda lotada de prisioneiros, e nela instala um tribunal. São assim que são julgadas e executadas mais de trezentas pessoas. Stanislas-Marie Maillard, executor de ordens do Comitê de Vigilância, condena todos os que se apresentam diante dele à prisão na "Force". A porta abre-se e, assim que os condenados atravessam o limiar, caem sob golpes de lança e baioneta. O massacre dura toda a noite.
No mesmo dia, quatro padres são massacrados dentro da Igreja de São Luís e São Paulo (atual Igreja de São Paulo no Marais), uma antiga igreja de jesuítas.
O massacre espalha-se em seguida durante cinco dias pelas prisões vizinhas: a Conciergerie, a Prisão do Grand-Châtelet, a Prisão de la Force, o Hôpital de la Salpêtrière, a Bicêtre e a Prisão des Carmes.

Os massacres não param aí. 
Marat deseja que seus tribunais populares sanguinários estendam-se por toda a França. Faz então sair dos prelos uma circular, datada de 3 de Setembro, que justifica os abusos, fomenta a cólera e provoca ainda inúmeros julgamentos sumários:
| “ | A Comuna de Paris apressa-se a informar a seus irmãos de todos os departamentos que uma parte dos ferozes conspiradores detidos nas prisões foi levada à morte pelo Povo; atos de justiça que lhe pareceram indispensáveis, para reter pelo terror as legiões de traidores escondidos dentro de seus muros, no momento em que iam marchar contra o inimigo; e a nação inteira, após a longa sequência de traições que a conduziram até a beira do abismo, se apressará a adotar este meio tão necessário de salvação pública, e todos os Franceses gritarão como os Parisienses: Nós marchamos contra o inimigo; mas nós não deixaremos atrás de nós estes bandidos, para degolar os nossos filhos e mulheres. | ” |

Acontecem execuções, por exemplo, em Orléans, Meaux ou Reims mas a situação nas Províncias permanecerá muito moderada se comparada com os abusos que ensanguentam a Capital. Os Massacres de Setembro em Paris e nos departamentos fizeram um total de 1400 mortos.
Os massacrantes não eram bandidos mas sim, geralmente, pequenos comerciantes ou artesãos. Se os contra-revolucionários foram as primeiras vítimas, foram majoritariamente prisioneiros do direito comum os que foram mortos. Em 4 de Setembro, no hospício-prisão da Salpétrière, os assassinos violaram e mataram prostitutas, loucas e até órfãs ainda crianças.

## Responsabilidade do Poder

Danton, Ministro da Justiça em 7 de Setembro de 1792.

O papel do governo revolucionário nestes assassinatos permanece muito obscuro: se os motins não foram totalmente espontâneos, hesita-se quanto à responsabilidade total da Comuna que os teria encorajado ou mesmo organizado. Para muitas testemunhas, como o cidadão Jean-Jacques Arthur, esta carnificina é uma concepção de doze a quinze indivíduos apenas e não de "todos os cidadãos que compõem a Comuna".
Foi a "Comissão dos Doze" que foi encarregada pela Convenção de apurar sobre os massacres. Mas, contrariamente ao que foi algumas vezes mencionado, não foi  Georges Jacques Danton que foi posto em questão pelos Girondinos — notadamente Kersaint e Vergniaud — mas sim os quatro administradores de polícia, os cidadãos Etienne-Jean Panis, Sergent, Pierre Jacques Duplain — principais artesãos da operação —, e Didier Jourdeuil. Por volta de 15 de Agosto, juntaram-se a Marat, que chegava da Inglaterra e que era antiga relação de Duplain, e a outros cúmplices, indivíduos de quem a História não guardou registro e que tinham os nomes de Cally, Lenfant, Duffort, Mamin, Rotondo etc. Um dentre eles, Michel Chemin Deforgues, de origem aristocrática e que  Bertrand Barère de Vieuzac instalara no Ministério de Assuntos Exteriores em 1793, negou ter participado da matança e fez carreira medíocre na diplomacia.
A polícia ou o braço armado da (Comuna de Paris — ela própria responsável por encorajar ou pelo menos acobertar as operações — era pois dirigida, após a noite de 9 para 10 de Agosto, por este grupo formado ao redor de Duplain e Panis, cujos objetivos foram assim resumidos pelo cidadão Arthur: "O que querem não é uma monarquia constitucional, mas sim uma monarquia a seu jeito e vantagem. Não mais casta privilegiada! era bem tempo que o povo tivesse sua vez, e, por povo, é a eles próprios a que se referem". Eles aproveitam-se da instabilidade política de seis semanas que se segue à Jornada de 10 de Agosto para dominar a Assembléia Legislativa. Segue-se uma série de medidas de exceção (notadamente um grande número de prisões arbitrárias) e uma luta pelo poder que torna a França, então em estado de guerra civil, praticamente ingovernável. As últimas sessões da Assembleia Legislativa foram marcadas por uma luta feroz entre o poder municipal insurreto e a assembleia eleita que mal e mal se mantinha. A Convenção teve também, na sequência, que sustentar os espancamentos da Comuna que, graças aos canhões do General Hanriot, pesou fortemente sobre suas decisões após Maio de 1793.

## Danton e os Massacres de Setembro
A Comuna de 10 de Agosto fez proceder a numerosas prisões (arbitrárias) por todas as Secções de Paris, mas não ousou ainda julgar com a chamada de testemunhas, como, aliás, será muito pouco feito durante o Terror; os processos sensíveis são feitos a portas fechadas (Brissot, Hérbert, Danton), depois sem debates (após a lei do 22 Pradial) e as prestações de contas manuscritas desses processos — que serviram para os autos do Tribunal Revolucionário — foram muito controladas até Setembro de 1793.
Os líderes da Comuna tinham um interesse evidente em deixar agir os massacrantes que fariam desaparecer nessa massa um certo número de antigos empregadores, transformados agora em testemunhas inconvenientes. Muitos dentre esses líderes (e aqui é muitas vezes citado o nome de Danton) haviam recebido fundos da Lista Civil (da Corte), o que aparece claramente durante o processo contra Luís XVI. As primeiras testemunhas dessas prevaricações foram a Princesa de Lamballe — cujo nome havia sido publicamente citado durante o caso do "Comitê Austríaco" — o Duque de Brissac, Arnaud de Laporte, Louis Collenot d’Angremont e outros menos conhecidos. Essas considerações podem também explicar o silêncio de Danton às acusações de que foi vítima. Ele foi incriminado, aparentemente, por causa das palavras proferidas por ele durante o dia 2 de Setembro de 1792 e que ficaram gravadas em todas as memórias: Audácia, ainda audácia, sempre audácia. No entanto, estas palavras não podem ser interpretadas como um incentivo aos massacres que se seguiram. Preocupado com seu futuro político, não se defendeu exageradamente do papel que alguns lhe imputavam porque desejava conservar uma influência relativa sobre os membros da Comuna (que não durou senão alguns meses). Foi inclusive graças a essa influência que os Girondinos lhe confiaram o Ministério da Justiça.

## A Princesa de Lamballe
Várias centenas de servidores das Tulherias e Guardas Suiços morreram assassinados durante os Massacres de Setembro. A Rainha Maria Antonieta foi muito afetada por essas mortes mas pranteou principalmente sua amiga a Princesa de Lamballe por quem chegou a vestir luto. A Princesa de Lamballe, levemente politizada, entrou para a História como vítima emblemática destes massacres.

## Jean-Paul Marat
Após a Tomada da Bastilha, Jean-Paul Marat garantia que a política mais eficaz para romper com o passado consistia em fazer cair algumas centenas de cabeças. Seu jornal, que noticiava com antecedência os massacres dos quais foi co-autor, era um dos mais virulentos da capital. Marat possuía um grande prestígio entre as camadas menos educadas após a prisão do Rei em Varennes. Ele dizia no so seu jornal, "L'Ami du Peuple" ("O Amigo do Povo"), que "o episódio dos Massacres de Setembro surgiu de uma estratégia para uma insurreição popular, comum a todos os movimentos extremistas, principalmente quando estes se sentem ameaçados, que visava colocar os mais moderados frente ao fato consumado e impedia qualquer recuo, eliminando homens do lado oposto, tornando os moderados cúmplices (ainda que só por sua inação) de um massacre, criando uma atmosfera de terror, visando calar a expressão de uma opinião contrária".
E, de fato, os massacres e as ameaças que a Comuna e seu exército revolucionário fizeram a partir desse ponto pesaram sobre a Comuna, permitindo que o "Exagerado" tomasse o lugar principal nos acontecimentos de 1793 e no desenrolar do Terror do ano II.
Os Massacres de Setembro de 1792 são na verdade o prelúdio a esta lógica do terrorismo como instrumento de controle do poder durante o ano II (1793-1794). Constituem assim uma das primeiras "derrapadas" da Revolução Francesa. Este acontecimento permanece objeto de debates entre historiadores, alguns defendendo uma visão leninista ou stalinista da Revolução, outros empenhando-se em mostrar os limites do poder popular e os perigos, atualmente, de uma exemplaridade do terrorismo.

## Números
Os Massacres de Setembro de 1792 fizeram um total aproximado de 1400 vítimas sem que se possa fixar exatamente o número, já que se dispõe apenas de aproximações baseadas nos números dados por Matton de La Varenne e Peltier, que podem ser confrontados com os registros das prisões de que se tem cópia.
As vítimas religiosas são consideradas mártires pela Igreja Católica. 191 entre elas (3 bispos, 127 padres seculares, 56 religiosos e 5 laicos) foram beatificados em outubro de 1926 por Pio XI.